# Harry Beck (cầu thủ bóng đá)
Henry Alfred "Harry" Beck, (21 tháng 2 năm 1901 – 1979) hay Harold Beck, là một cầu thủ bóng đá người Anh thi đấu ở Football League cho Walsall, Barrow, York City và Wrexham.